# Орлиное перо
«Орлиное перо» — советский рисованный короткометражный мультфильм, созданный киностудией «Союзмультфильм» в 1946 году.
В эпизоде сражения орла со стаей воронов звучит оркестровая версия Мориса Равеля пьесы «Избушка на курьих ножках (Баба-Яга)» из цикла «Картинки с выставки» Модеста Мусоргского в исполнении Бостонского симфонического оркестра под управлением Сергея Кусевицкого.

## Создание
Художниками-мультипликаторами являлись выпускники первых послевоенных курсов, где один из них — Владимир Пузанов — был именно тот, кто выступил с инициативой снять руками выпускников самостоятельный мультипликационный фильм в знак благодарности студии за проявленную заботу. В этом мультфильме Пузанов сделал свою первую производственную сцену – проход Медведя по лесу.
Ляп: зайчиха на 59 секунде появилась из ниоткуда.

## Сюжет
Свирепый медведь всё время обижал зайца, а тот очень боялся его и не решался постоять за себя. И так продолжалось, наверное, ещё долгое время, если бы не произошёл один случай. Как-то раз заяц увидел, как на орла напала стая ворон, из-за чего сильная птица, хоть и вышла победителем, потеряла три пёрышка. Их подобрал заяц, прицепил себе на голову и сразу изменился. В речке он увидел вначале своё отражение с перьями, похожее на могучего орла. Возомнённый заяц отправился в медвежью берлогу, в которой устроил побоище её хозяину. Косолапому медведю пришлось несладко и тот убежал со всех ног. С тех пор зайцу больше не нужны были перья.

## Создатели
| сценарий                  | Георгий Берёзко                                        |
| режиссёр                  | Дмитрий Бабиченко                                      |
| композитор                | Алексей Аксёнов                                        |
| звукооператор             | С. Ренский                                             |
| ассистент режиссёра       | Т. Фёдорова                                            |
| художники-мультипликаторы | выпускники курсов киностудии "Союзмультфильм", 1946 г. |